# 布雷登贝克
布雷登贝克是德国石勒苏益格－荷尔斯泰因州的一个市镇。总面积12.43平方公里，总人口1375人，其中男性663人，女性712人（2011年12月31日），人口密度111人/平方公里。